# Aprendizaje híbrido en tiempos de COVID-19
El aprendizaje híbrido es una metodología de aprendizaje implementada durante la pandemia de COVID-19 en diferentes países y regiones, donde se utilizan recursos electrónicos a distancia y una presencialidad parcial.
El 14 de marzo de 2020 se decretó en España el estado de alarma, debido a la pandemia de COVID-19. Se cerraron todos los centros educativos de país y se ordenó el confinamiento domiciliario de niños y jóvenes, así como el de la población en general (excepto para aquellos encargados en realizar servicios esenciales). Se tuvo que reorganizar, en un tiempo limitado, la totalidad el sistema educativo para que los 10 millones de estudiantes de país pudieran continuar con sus estudios. La docencia presencial fue sustituida por la enseñanza telemática. El gobierno estableció en el Real decreto 463/2020 del 14 de marzo (BOE, 2020) que, durante el confinamiento, se mantendrían "las actividades educativas a través de las modalidades a distancia y en linea, siempre que resulte posible".
Así, profesores y estudiantes, se vieron obligados durante el resto del curso académico a permanecer en casa y seguir con su aprendizaje de forma en línea, evitando cualquier tipo de contacto físico. Sin embargo, una mejora de la situación sanitaria durante los meses de verano permitió que el curso de 2020-2021 empezara con un mayor grado de presencialidad y se estableció, en muchos casos, la docencia híbrida.
La emergencia sanitaria producida por el COVID-19 ha causado la reestructuración el sistema de docencia de los centros educativos y universidades, no tan solo de España sino a nivel internacional. La transformación necesaria de la actividad docente ha supuesto, para las instituciones educativas, el reto de iniciar una transición hacia una docencia digitalizada. Se ha producido un salto tecnológico que ha obligado a plantear un nuevo funcionamiento para las clases teóricas en línea, pero también para las prácticas e, incluso, para las actividades extraescolares, deportivas, científicas o artísticas. A pesar de la urgencia del cambio y de la carencia de recursos, ha terminado sido una oportunidad para el desarrollo de actividades formativas para el profesorado y para la implementación de nuevas herramientas en sus metodologías de enseñanza. Además, ha sido una oportunidad para identificar las brechas digitales presentes en la gran mayoría de países. La dificultad de tener acceso a dispositivos digitales como: computadoras, laptop, internet; resultó un problema obligatorio de resolver por parte de los gobiernos para asegurar la continuidad educativa durante la pandemia.

## Concepto y modelos
La educación híbrida, tal y como su nombre indica, se trata de un método educativo que mezcla la educación a distancia con la tradicional, trayendo aspectos de cada una de estas modalidades y maximizando la eficiencia general del aprendizaje. Este tipo de enseñanza se puede impartir de dos maneras:

### Modelo disruptivo
La mayor parte de las clases se presentan utilizando una plataforma EAD, que ofrece el curso en formato de vídeos, permitiendo que el alumno siga la materia desde donde le convenga.
También puede ser que tengan lugar algunos encuentros online presenciales en los cuales alumnos y profesores se reúnen para discutir algún tópico, realizar una actividad especial o incluso hacer una evaluación. Pero este tipo de encuentro es puntual, no pasa con frecuencia.

### Modelo semipresencial
Se trata del tipo más común y utilizado en instituciones de educación superior. El modelo semipresencial conserva las características de la educación tradicional, dónde la mayoría de las clases son frecuentadas presencialmente, pero al mismo tiempo utiliza equipos que permiten realizar actividades online tanto fuera cómo dentro de la clase.
Entre los modelos semipresenciales se encuentran 4 tipos que destacan, los cuales son:

#### Modelo de rotación por estaciones
En este modelo se divide la clase en estaciones de trabajo, donde cada una de ellas tiene una función específica, pero el conjunto de ellas termina llegando a un objetivo en común. En el modelo de rotación por estaciones, cada alumno (o cada grupo) trabaja en su estación, pero después de un tiempo concreto se produce un cambio de estación entre ellos. De forma que cada uno tiene que pasar, durante el proceso entero, por todas las estaciones. Cómo se trata de un modelo de educación híbrido, al menos una de estas estaciones tiene que ser en línea.

#### Modelo de laboratorio de rotación
En este modelo se divide el grupo de estudio en dos categorías: los alumnos que harán primero la parte práctica y los alumnos que realizaran primero la parte teórica.
Inicialmente, los dos grupos realizan la parte de la materia que se les ha designado y, después de haberla terminado, invierten su función, de modo que los que han realizado la parte teórica primero continúan con la parte práctica, y viceversa. De este modo, todos los alumnos aprenden lo mismo, aunque en momentos distintos. Un ejemplo común para evidenciar esta situación es el de las clases de educación física: la mayor parte de las clases de educación física dentro de una escuela tradicional, se dan en dos partes: una práctica y la otra teórica. Sin embargo, conocer la teoría de un juego y sus reglas es tan importante como poder jugarlo. Entonces, en una clase de balonmano, debe haber un grupo de alumnos aprendiendo las técnicas del juego mientras que el otro realiza la actividad práctica y, en la siguiente semana, los grupos invierten sus tareas.

#### Modelo de rotación individual
En el modelo de rotación individual el alumno trabaja solo, como individuo, sin pasar necesariamente por todas las estaciones de estudio. Por ejemplo: durante un curso a electromecánica, el estudiante puede optar solo por las áreas que están dirigidas a la electricidad, de forma que es este el que personaliza y elige la dirección que toma en sus estudios, haciendo el método de educación híbrida aún más autónomo.

#### Clase invertida
La clase invertida es un método muy utilizado en las universidades. Consiste en que el alumno estudie el asunto que será abordado en la clase antes de asistir a esta presencialmente. De esta forma, se encuentra más preparado para la exposición de las ideas de estudio por parte del profesor. El profesor, a su vez, se debe asegurar de aclarecer cualquier duda que surja a partir del contenido enseñado, ofreciendo ideas para demostrar sus explicaciones que sean diferentes a las que el alumno ha encontrado en el material leído. Además, este intercambio de experiencia que aparece con la discusión de los contenidos estudiados antes de la clase, es excelente para que el alumno desarrolle una autonomía propia y una forma de obtener su conocimiento más desarrollada. Así, el alumno va descubriendo cuál es su mejor manera de aprender.

## Universidades
El Gobierno y las universidades catalanas previeron un modelo híbrido, de docencia presencial y virtual, para el curso 2020-2021. La intención fue que la presencialidad fuera «restringida», como mínimo, durante la primera mitad del curso. El Consejo Interuniversitario de Cataluña (CIC), la Secretaría de Universidades e Investigación, los vicerrectores de docencia de las doce universidades catalanas y la Agencia por la Calidad del Sistema Universitario de Cataluña (AQU), acordaron un documento marco sobre cómo sería tratado el curso. Además, el Procicat aprobó el plan de medidas en relación con la actividad presencial, en el cual insistía en la necesidad de mantener la distancia de seguridad y los hábitos higiénicos.  
Se acordó definir un modelo de docencia mixta, o híbrida, que combinara la presencialidad en las aulas con otros entornos no presenciales o virtuales. «No se trata de transformar las universidades presenciales en universidades en linea, ni tampoco la docencia que imparten», ha afirmado la directora general de Universidades, Victoria Girona.
Las medidas de adaptación de la docencia universitaria para el curso 2020-2021 inciden en la información y preparación de los estudiantes, así como en la formación del profesorado. Los cambios introducidos en las metodologías docentes y en el sistema de evaluación se realizan de acuerdo a las pautas determinadas por AQU Cataluña. El documento concreta que el concepto de docencia mixta se tiene que traducir en la «mejor combinación posible de las calidades de una buena formación presencial y los beneficios de una formación en linea». En este sentido, la docencia híbrida debe garantizar que los estudiantes obtengan los resultados de aprendizaje deseados. Además, las actividades formativas que se adopten se han de aplicar a todo el alumnado de un mismo título por igual para garantizar la equidad, tal como indica el documento Orientaciones para la adaptación de las titulaciones universitarias en periodos de emergencia sanitaria y de excepcionalidad: implantación, desarrollo y acreditación, aprobado por la Comisión de Evaluación Institucional y de Programas (CAIP) de AQU Cataluña.
Enfrentarse a una pandemia constituye un elemento de extraordinarios retos académicos para la mediación pedagógica en el contexto principalmente universitario, toda vez que los efectos en la salud que supondría la presencialidad y sus riesgos afectan la entrega de la docencia que tradicionalmente ha tenido nuestra casa de enseñanza. Es por ello que la Comisión Curricular, dentro de sus funciones busca constantemente alternativas de coadyuvar al cuerpo docente, en aras del apoyo institucional, ante personal con manifestaciones de cansancio, falta de capacitación y sobre todo agobio por la cantidad de información que emana de las autoridades de la Universidad para realizar adaptaciones metodológicas a los cursos en ejecución. Se plantean desafíos concretos ante la respuesta inmediata que debe dar la docencia al estudiantado, el cual también requiere de una orientación mayor en estos procesos adaptativos a una nueva y emergente situación. Sin embargo, esta inmediatez, viene en algunas ocasiones a atentar contra la privacidad del personal docente, en sus espacios privados, de descanso y de su necesaria tranquilidad en su vida personal, aunado a otras múltiples ocupaciones que pueda tener. Esta situación pone de manifiesto limitaciones de la capacidad crítica y comprensiva que necesariamente se debe favorecer en los procesos de aprendizaje.

## Ventajas
Independientemente del modelo de educación híbrida escogido, en todos los casos, el medio en línea ofrece autonomía y flexibilidad al estudiante, además de permitirle aprender y explorar sus capacidades fuera del aula de clase. Mientras que el medio presencial, por el otro lado, le permite un intercambio de experiencia más personal y una comunicación a tiempo real. De modo que cada proceso, ya sea en línea o presencial, se puede usar para complementar el otro, mejorando aún más la capacidad de absorción del conocimiento enseñado.
Sin embargo, además de las ventajas que ofrece al alumno, este modelo de enseñanza híbrido también tiene aportaciones positivas para la institución educacional. De entre las cuales: 

### Alumnos

#### Autonomía
La principal ventaja que tienen los alumnos, es que adquieren más autonomía en relación con el aprendizaje y al estudio. Hay personas que acostumbran a estudiar a solas, que prefieren leer libros relacionados con la materia dadas las dificultades con las que se encuentran al intentar prestar atención al profesor durante las clases. Además, el modelo de educación híbrido le permite al alumno desarrollar su capacidad de aprendizaje por sí mismo, lo cual despierta en este la característica de un investigador que busca soluciones a sus dudas de forma autónoma. Es excelente tener esta capacidad tanto para los estudios como para la vida misma, dado que incentiva las personas a hacerse responsables de sus decisiones.

#### Mayor aprovechamiento de las clases
Se puede observar que los alumnos aprovechan más las clases cuando estas no son meramente expositivas, sino que además requieren un previo conocimiento del temario. De este modo, es posible que el alumno aprenda más, ya que, aparte del material que el profesor presenta en clase, tiene un acceso estable a otros tipos de contenido sugeridos, o no, por su profesor. Además, la discusión que posteriormente se realiza de forma presencial hace posible que el alumno observe desde otro punto de vista el asunto que ha estudiado.

#### Aproximación de la realidad escolar con el día a día de cada alumno
Los alumnos pueden organizar sus estudios de la manera que más les convenga en su realidad, es decir, tienen la posibilidad de encajar los distintos periodos de estudio cómo vean conveniente dentro de su vida cotidiana. No es necesario asistir solamente a una clase presencial para escuchar hablar al profesor y terminar así el proceso de aprendizaje. La educación híbrida supera estos límites, dado que se puede estudiar desde cualquier lugar y a cualquier hora.

### La institución

#### Mejor aprovechamiento del tiempo del educador
Los alumnos no son los únicos que se pueden beneficiar de un modelo de educación híbrido, sino que los educadores también ganan con este. Un profesor que realiza muchas clases por día se puede encontrar sin el tiempo suficiente para prepararlas e, incluso, puede no conseguir dar las clases si el número de alumnos es demasiado alto, dado que el espacio físico es limitado. Puesto que el profesor realice sus clases en línea, estas pueden contener a tantos alumnos como sea necesario, de modo que el profesor tendrá más tiempo para dedicarse a otras actividades como sería la preparación de nuevos materiales.

#### Reducción de costes
La reducción de los costes es una ventaja tanto para las instituciones educacionales como para el alumnado. Al no ser necesario tener un espacio físico para dar las clases, el profesorado tiene la oportunidad de ofrecer su temario a un precio más bajo y puede, incluso, usar herramientas gratuitas en línea que lo ayudan a transmitir el contenido de su material educativo. Eso sí, este debe ayudar a su alumnado a adquirir el tipo de material que se necesite. De este modo, el valor de venta del curso académico es menor.

## Errores a evitar

#### Síndrome de curso y medio[7]
Un error común de muchos instructores híbridos primerizos, es coger el plan de estudios de una clase presencial y añadir en este la realización de algunas tareas en línea. Esto produce el que se conoce como síndrome del "curso y medio", en el que los estudiantes terminan abrumados a causa de la cantidad de material y de trabajo que se les asigna, gran parte del cual no contribuye en la eficacia educativa del curso.

#### Universos paralelos
Otro problema con simplemente añadir actividades en línea a un curso presencial preexistente es la carencia de integración entre los dos formatos. En estos casos, las tareas y actividades pueden estar tópicamente relacionadas, pero en última instancia no fluyen las unas en las otras, sino que sirven como piezas más cortas y separadas de algún conjunto vago en lugar de marcadores sucesivos a lo largo de un viaje cohesionado.

#### Interacción limitada
Puede parecer natural pensar (conscientemente o no) sobre cursos híbridos en términos de sesiones presenciales en línea y sesiones presenciales dicotómicamente, con el primero dedicado al trabajo independiente y el segundo a la colaboración y la interacción grupal. Pero no hace falta que sea así, se puede conseguir una buena interacción estudiando-estudiante, y estudiando-instructor, en línea mediante los foros de discusión o chat, sesiones de vídeo síncronos y, sobre todo, herramientas web 2.0 colaborativas.

#### Evaluación infrautilitzada
Incluso los instructores que aprovechan la flexibilidad de la enseñanza híbrida pueden ser comprometidos por un plan de evaluación de “dos exámenes, un trabajo trimestral y uno final”. A menudo, este método de evaluación no solamente entorpece el aprendizaje y el crecimiento educativo del alumnado, sino que tampoco aprovecha las oportunidades inherentes al formato híbrido. En cambio, realizar pequeñas evaluaciones de manera frecuente, hacer comprobaciones rápidas del aprendizaje, discutir cuestiones surgidas en línea y elaborar proyectos colaborativos (por ejemplo), son actividades que pueden sustituir el antiguo modelo y permitir que los estudiantes demuestren mejor su aprendizaje.

## Aprendizaje Híbrido por países

### Argentina
A raíz de la pandemia, el sistema educativo ha debido encontrar herramientas y recursos para poder garantizar el derecho a la educación de la población.
La evolución dinámica de las tecnologías digitales permite crear políticas educativas capaces de ampliar el derecho a la educación y resignificar el sentido del aprendizaje. Crear un Sistema Educativo Digital para la Argentina es una propuesta con visión de largo plazo para mejorar la calidad y la justicia educativa.  
Un Sistema Educativo Digital (SED) es una propuesta integral de plataformas educativas para alumnos, docentes y escuelas, articuladas en un esquema que permita favorecer y repensar las prácticas de enseñanza de los docentes. Estas plataformas reúnen recursos digitales educativos, bibliotecas, experiencias inmersivas de aprendizaje; recursos didácticos para docentes, sistemas de evaluación y redes para la comunicación entre los diferentes actores; formatos de gestión institucional y recursos para equipos directivos y de supervisión, entre otros. Cada uno de estos elementos busca crear un dispositivo para potenciar su trabajo enriqueciendo las herramientas de enseñanza y las experiencias de aprendizaje. 
Nuevas políticas educativas podrían ampliar la esfera del derecho a la educación con recorridos de calidad, originales, creativos, participativos y diversos. Es clave crear una institucionalidad pública que garantice un rol activo del Estado en esta materia, para evitar que el sector privado expanda las desigualdades con recursos digitales pagos. El rol del Estado implica invertir estratégicamente en una política que podría multiplicar sus efectos a bajo costo relativo por la escala que permite la digitalización y asumir un rol activo frente a los cambios tecnológicos.
En una instancia pre pandemia, Argentina lanzó el programa “CONECTAR IGUALDAD”. Si bien fue un principio hacia el avance en herramientas de calidad para los estudiantes, las escuelas a donde estos asistían no contaban con los recursos para su desarrollo intra aula, es decir una conexión a una red de internet que permita la navegación de los estudiantes en busca de nuevos recursos. Posteriormente, con el cambio de gobierno, este plan dejó de tener vigencia.
Recientemente volvió a revivir con el plan “Juana Manso”, que busca propiciar la transformación digital de la educación pública en Argentina, con conectividad, equipamiento, formación y capacitación docente, pero también con la creación de una plataforma federal educativa de navegación gratuita para el sistema educativo local.
En el marco de la pandemia, entre los planes de continuidad educativa a distancia, surgió el Programa «Seguimos Educando» creado en el ámbito del Ministerio de Educación a partir de la Resolución N°106/2020, el cual reposiciona desafíos que desde hace tiempo rondaban al sistema educativo en relación con la educación digital. 
El Programa incluye la producción y emisión audiovisual a través de las señales dependientes de la órbita de la Secretaría de Medios y Comunicación Pública: Televisión Pública Argentina y sus repetidoras, Encuentro, PakaPaka, DeporTV, Radio Nacional y Cont.ar. Se propone la distribución de material impreso para las comunidades sin acceso a internet, priorizando a aquellas en situación de aislamiento, ruralidad y contextos de vulnerabilidad social. Ambas iniciativas siguen la tendencia internacional: «In many systems, digital tools have allowed students to learn at a distance. For students without internet, lessons are being broadcast on TV or printed worksheets distributed to enable continued learning» (Banco Mundial, 2020). Se trata de una colección de materiales y recursos educativos digitales organizados por nivel educativo y área temática. La plataforma se subdivide en tres considerando a estudiantes, docentes y directivos y familias. En la pestaña «Estudiantes» se presentan múltiples plataformas. En los recursos dirigidos a «Docentes y directivos» se ofrecen materiales, además de varias capacitaciones. La tercera está dirigida a las «Familias». Brinda materiales e ideas formativas de distinta índole. También se brindan sugerencias con respecto a la organización espacial y temporal del espacio-tiempo doméstico devenido espacio-tiempo escolar.
Si bien ante la pandemia en Argentina se esbozó una propuesta educativa homogénea (cuadernillos y virtualización), la propuesta se realizó en un escenario desigual. Las perspectivas que se centran en el estudio de las desigualdades, presentan varias aristas de indagación dependiendo de en qué tipo se enfoquen: brecha digital, territoriales, etarias, de género, sociales, económicas.
Un factor importante a la hora de determinar la eficacia del aprendizaje híbrido es el grado de conectividad que tienen los hogares. En el caso de Argentina, en promedio 69 de 100 hogares tienen acceso a internet fijo, y su calidad varía según la provincia, siendo el promedio nacional una velocidad de bajada de 45 Mbps. Según CEPAL (Comisión Económica para América Latina y el Caribe), se necesitan alrededor de 18,5 Mbps para ejercer una funcionalidad media en la teleeducación . El promedio de hogares con conexión de fibra óptica es tan solo 10 de 100.

#### Chubut
En el caso de Chubut, recuperando lo dicho en el apartado de Conectividad en Argentina, las bajas velocidades de descarga dejan a Chubut por fuera de las condiciones ideales para la educación híbrida plena ya que su velocidad ronda los bajos 8 Mbps. Un promedio de 72 de cada 100 hogares tienen acceso a internet fijo, posicionándose ligeramente por encima del promedio nacional, pero tan solo 3 de cada 100 tienen acceso a conexión por fibra óptica, 3 veces menos que el promedio nacional; en toda la provincia, solo hay 6 localidades donde se reportó presencia de esta, siendo estas Comodoro Rivadavia, Puerto Madryn, Sarmiento, El Hoyo y Trelew.  
La falta de conectividad y acceso a tecnologías genera brecha digital en la población, las que se han reducido, pero generan desigualdad en diferentes regiones del territorio. De ahí el concepto de inclusión digital, a través del conjunto de políticas públicas. La conectividad se puede abordar desde tres ejes: infraestructura (redes de conexión, servicios de internet), hardware (dispositivos) y software (plataformas educativas). Al momento de la pandemia, Argentina contaba con recursos para proponer la continuidad pedagógica a distancia, siendo el celular el más utilizado para intercambiar entre docentes, estudiantes y familias en todos los niveles de enseñanza, territorio y sectores sociales.
En el caso de provincia de Chubut, el Ministerio de Educación creó la plataforma “Chubut educa” en contexto de pandemia, encontrándose disponible material y recursos, un enlace para acceder al Classroom y otro a la página de “Seguimos Educando”.
En agosto de 2020, se lanzó la primera etapa de la plataforma educativa federal, que permite vincular alumnos y  docentes mediante aulas virtuales gratuitas, con contenidos abiertos y multimedia, para niveles primario y secundario. Podrán acceder a sus actividades por celular, gratis, sin consumo de datos y con otros dispositivos con conexión a internet, en un entorno seguro.
Las aulas virtuales son un conjunto de herramientas integradas, cuyo sistema de comunicación alumno docente abarca intercambios didácticos básicos, sean sincrónicos y asincrónicos: preguntas, exposiciones, respuestas, evaluaciones, chats, mensajería, conferencias, etc. 
Las problemáticas que deben ir corrigiendo son falta de dispositivos, precariedad en la conexión, falta de espacio para realizar las tareas escolares, no contar con materiales y falta de acompañamiento presencial docente. Trayendo el concepto de aprendizaje híbrido, podemos decir que la escuela es necesaria en lo presencial,  no solo por  el espacio físico, sino de socialización y vinculación entre docentes y estudiantes, aprendiendo en conjunto, y a su vez utilizando los recursos tecnológicos que estén al alcance, dando una mejor dinámica en el proceso de aprendizaje, y así evitar el abandono escolar.

##### Comodoro Rivadavia
En relación con la educación en entornos virtuales, la principal diferencia radica entre quienes cuentan con buena conectividad y quienes deben recurrir a la compra de paquetes de datos móviles. Un rasgo que caracteriza la infraestructura de Chubut es la baja calidad del servicio de Internet, cuya velocidad es de las más lentas del país, en contraste con el alto costo del servicio. 
El acceso a los dispositivos tecnológicos y lo necesario de contar con una computadora en condiciones óptimas para trabajar, dado que el celular no es una herramienta del todo útil para la lectura y la escritura académica. 
En el pasaje a la educación virtual, resulta clave problematizar las tecnologías para ir más allá de la pregunta por el acceso y las adaptaciones, e indagar sobre sus vínculos con la producción y la reproducción de las desigualdades sociales. Las tecnologías no son neutras, es necesario considerar su costo, su accesibilidad, los saberes que requieren, así como también aquello que posibilitan o no. Además, observamos la necesidad de contar con apoyos para las estudiantes madres y quienes tengan familiares a cargo –o de riesgo–, dado el tiempo que demandan las tareas de cuidado. En este punto, es imprescindible incluir la perspectiva de género de modo integral, en los contenidos, en las relaciones pedagógicas, en los programas y en las políticas que se implementan.

## Opiniones generales (investigación)
A raíz del estado de alarma decretado a causa del COVID-19 en España, se cerraron los centros educativos y se reorganizó el sistema educativo para que sus 10 millones de estudiantes pudieran continuar su educación a distancia. En esta investigación de naturaleza exploratoria, se ha indagado la visión que tienen las familias y los mismos estudiantes sobre las medidas educativas tomadas. 3400 personas contestaron una encuesta, las respuestas de la cual fueron analizadas mediante métodos cualitativos y cuantitativos. De estos resultados, se pueden extraer cinco ideas fundamentales: 1) la brecha digital es una suma y amplifica la brecha social; 2) las tecnologías no son una alternativa a la relación educativa presencial, sino que una herramienta cada vez más enriquecedora; 3) hay que replantear el actual currículum enciclopédico para diferenciar el contenido prescindible del imprescindible; 4) evaluar no es calificar, es entender cómo ha sido el proceso de aprendizaje para ayudar al estudiante a seguir avanzando, y 5) hay que "cuidar de las personas" y primar su bienestar integral.